# James Plaskett
Harold James Plaskett (ur. 18 marca 1960) – angielski szachista i autor książek szachowych, arcymistrz od 1985 roku.

## Kariera szachowa
Pierwszy znaczący sukces odniósł w 1978 r., dzieląc II m. (za Jonathanem Speelmanem, wspólnie z Jonathanem Mestelem) w mistrzostwach Wielkiej Brytanii, rozegranych w Ayr. W tym i kolejnym roku reprezentował Anglię na mistrzostwach świata juniorów (odpowiednio w kategoriach do 18 i 20 lat). Na przełomie 1978 i 1979 r. zdobył w Groningen brązowy medal mistrzostw Europy juniorów do 20 lat, a w kolejnej edycji tych mistrzostw podzielił IV-VI miejsce. W 1981 r. zdobył w Grazu tytuł drużynowego wicemistrza świata w kategorii do 26 lat. W 1984 r. po raz drugi w karierze podzielił II m. (za Nigelem Shortem, wspólnie z Jonathanem Speelmanem i Murrayem Chandlerem) w mistrzostwach Wielkiej Brytanii, które zostały rozegrane w Brighton, natomiast w 1985 r. wystąpił w Lucernie na drużynowych mistrzostwach świata, na których szachiści angielscy zdobyli brązowe medale. W 1990 r. zdobył w Eastbourne tytuł mistrza Wielkiej Brytanii.
Do sukcesów Jamesa Plasketta w turniejach międzynarodowych należą m.in.:
- I m. w Ramsgate (1979),
- I m. w Esbjergu (1982, turniej B),
- I m. w Paryżu (1983),
- I m. w Manchesterze (1983),
- I m. w Płowdiwie (1984),
- dz. II m. w Troon (1984, za Lwem Psachisem, wspólnie z Colinem McNabem),
- dz. II m. w Hastings (1984/85, za Jewgienijem Swiesznikowem, wspólnie ze Stefanem Djuriciem, Joelem Benjaminem i Johnem Fedorowiczem),
- dz. I m. w Järvenpie (1985, wspólnie z Axelem Ornsteinem i Istvanem Csomem),
- dz. II m. w Genewie (1988, za Ognjenem Cvitanem, wspólnie z Bacharem Kouatlym),
- dz. I m. w Dhace (1997, wspólnie z Praveenem Thipsayem),
- I m. w Hampstead – dwukrotnie (1998, 2001),
- I m. w Southend-on-Sea – dwukrotnie (1999, 2006).

Najwyższy ranking w dotychczasowej karierze osiągnął 1 lipca 2000 r., z wynikiem 2529 punktów dzielił wówczas 9-10. miejsce (wspólnie ze Stuartem Conquestem) wśród angielskich szachistów.

## Inne zainteresowania
W 1999 r. zorganizował i poprowadził kryptozoologiczną ekspedycję, której celem było odnalezienie wielkiej ośmiornicy Octopus giganteus w pobliżu Bermudów, cel wyprawy nie został jednak osiągnięty. Kilkukrotnie uczestniczył w telewizyjnych teleturniejach – m.in. Who Wants to Be a Millionaire?, w którym w styczniu 2006 roku wygrywał 250 000 funtów.

## Publikacje
- The English Defence (wspólnie z Raymondem Keene i Jonathanem Tisdallem), 1987 ISBN 0-7134-1322-0
- Playing To Win, 1988 ISBN 0-7134-5844-5
- The Sicilian Taimanov, 1997 ISBN 1-901259-01-3
- Sicilian Grand Prix Attack, 2000 ISBN 1-85744-291-1
- Coincidences, 2000, ISBN 0-9509441-6-5
- Can You Be A Tactical Chess Genius?, 2002 ISBN 1-85744-259-8
- The Scandinavian Defence, 2004 ISBN 0-7134-8911-1
- Starting out: Attacking Play, 2004 ISBN 1-85744-367-5
- The Queen's Bishop Attack Revealed, 2005 ISBN 0-7134-8970-7
- Catastrophe in the Opening, 2005 ISBN 1-85744-390-X